# Chūmelān
Chūmelān (persiska: چوملان) är en ort i Iran.   Den ligger i provinsen Västazarbaijan, i den nordvästra delen av landet, 500 km väster om huvudstaden Teheran. Chūmelān ligger 1 559 meter över havet och antalet invånare är 154.
Terrängen runt Chūmelān är kuperad, och sluttar norrut.Runt Chūmelān är det ganska tätbefolkat, med 60 invånare per kvadratkilometer. Närmaste större samhälle är Mahabad, 13,5 km sydost om Chūmelān. Trakten runt Chūmelān består i huvudsak av gräsmarker.